# Jampruca
Jampruca là một đô thị thuộc bang Minas Gerais, Brasil. Đô thị này có diện tích 520,998 km², dân số năm 2007 là 4926 người, mật độ 9 người/km².